# Robert Delaunay
Robert Delaunay, född 12 april 1885 i Paris, Frankrike, död 25 oktober 1941 i Montpellier, var en fransk målare och skulptör. Han var gift med den ryska konstnären Sonia Delaunay-Terk.

## Biografi
Från att under åren omkring 1910 ha arbetat i en personlig kubistisk stil övergick han 1912 till ett rent abstrakt måleri och blev Frankrikes förste nonfigurative målare och fadder till den riktning som kallas orfism eller simultanism. 
Delaunay har således gjort sig känd för att ha grundat orfismen, som förenar fauvismens starka färger och kubismens betoning av geometriska figurer. Delaunay är representerad vid bland annat Göteborgs konstmuseum, Moderna museet och Skissernas museum.
Målningen St. Severin Nr. 3 (1909–10) beslagtogs som Entartete Kunst av det tyska Propagandaministeriet 1937, tillsammans med tre grafiska blad på museer i Mannheim och Düsseldorf.

## Bildgalleri

Självporträtt (1905-1906).
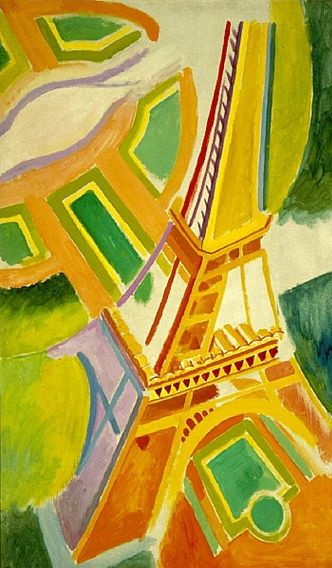
Eiffeltornet (1924).
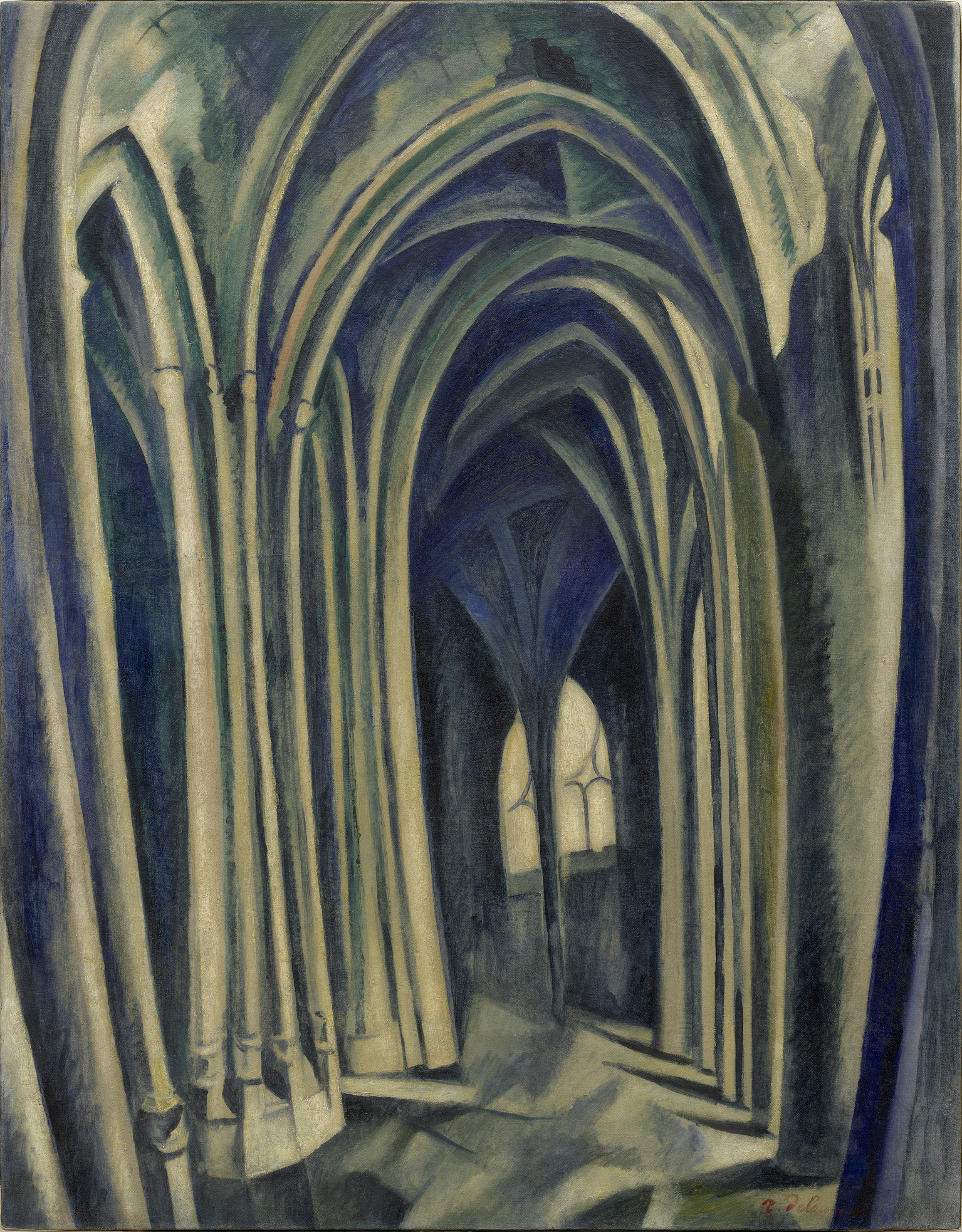
St. Severin Nr. 3 (1909-10), olja på duk, 114x89. Visad på bland annat Kulturbolschewistische Bilder i Mannheim och Mannheimer Schreckenskammer ["Mannheims skräckkammare"] i Erlangen (båda 1933), beslagtagen i augusti 1937 på Kunsthalle Mannheim och såld på auktion i Bern 1939 till Guggenheim Museum i New York.
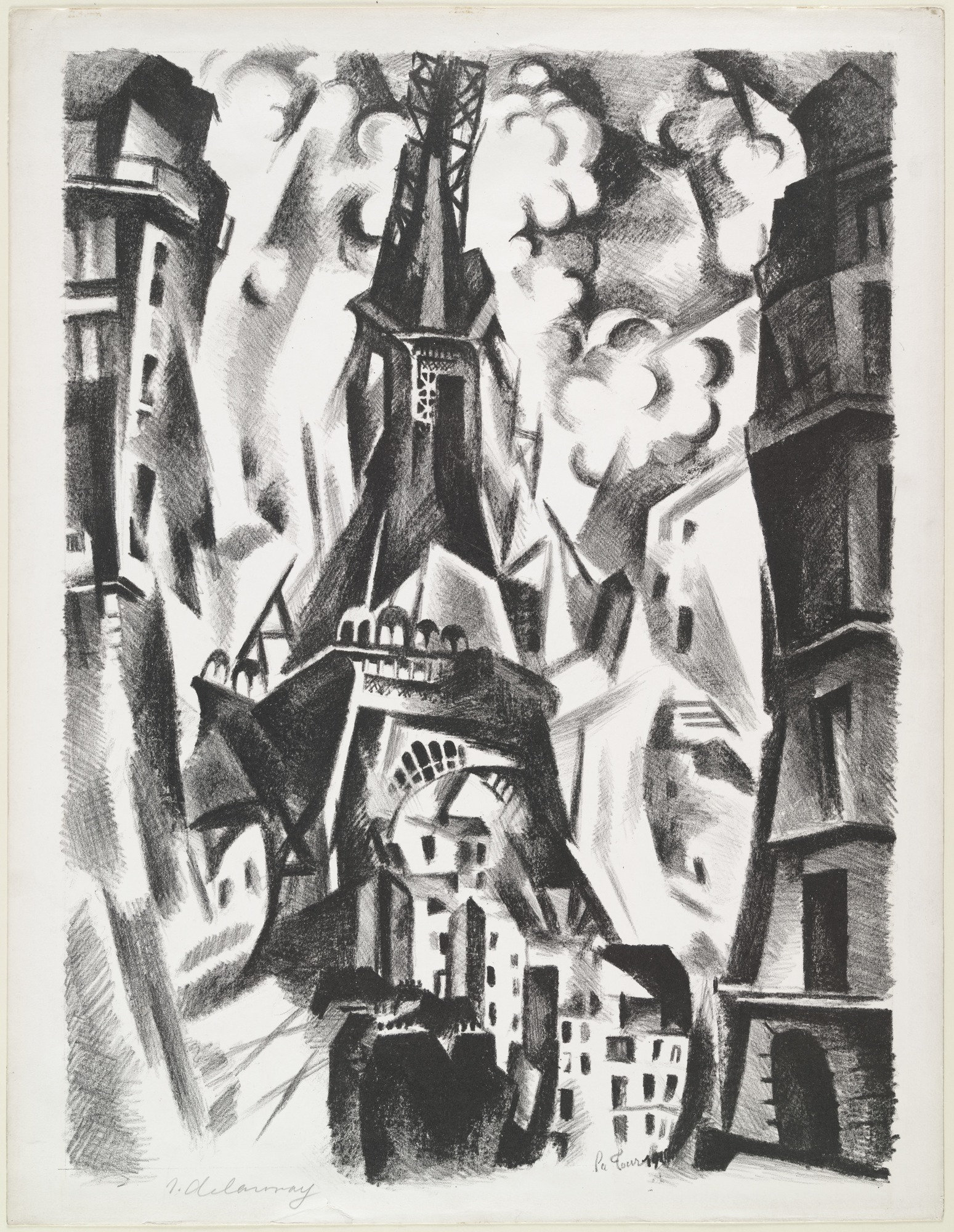
La tour Eiffel (1925), litografi, visades på utställningen Kulturbolschewistische Bilder i Mannheim 1933,[5] beslagtagen 1937 på Kunsthalle Mannheim och såld utomlands.
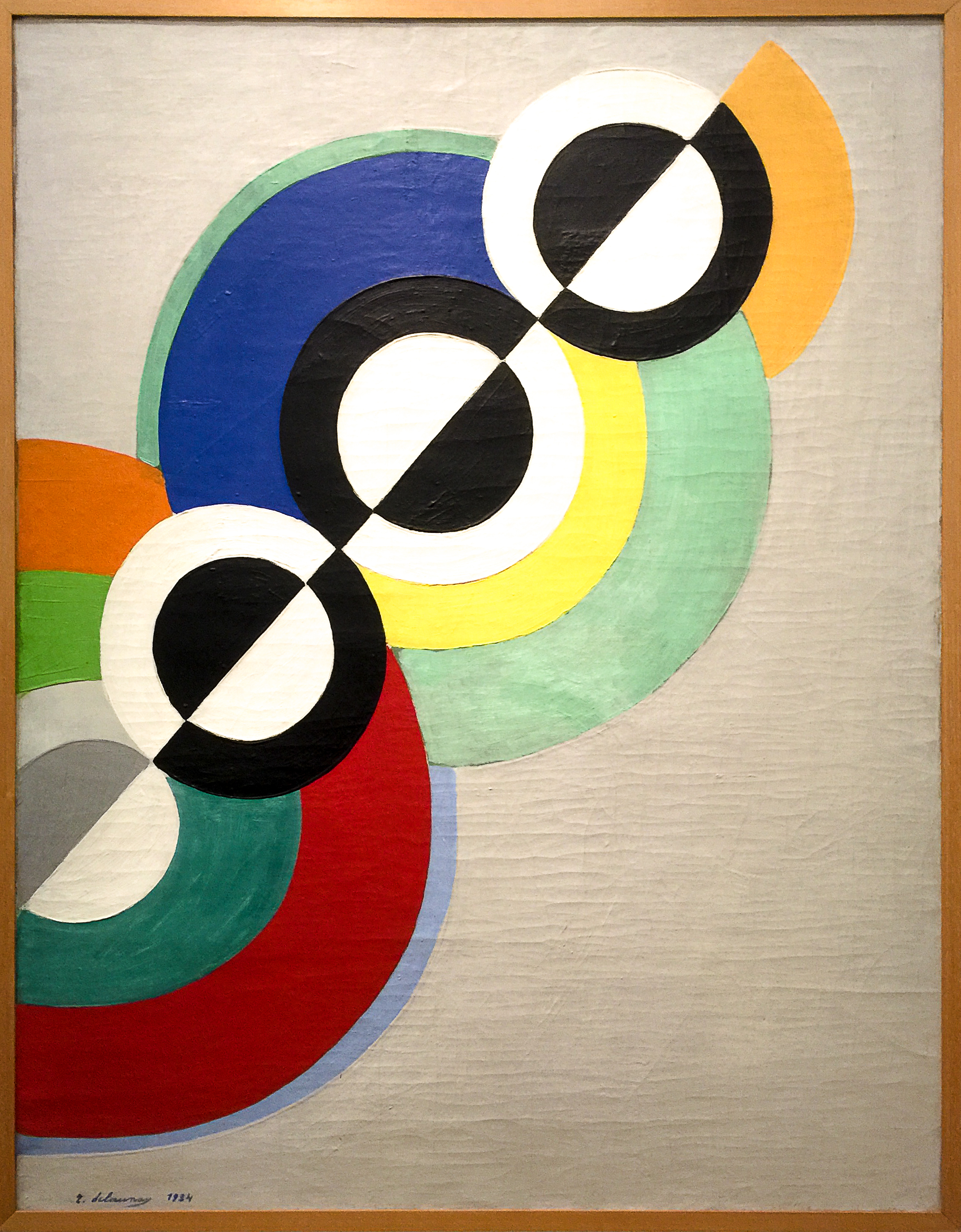
Rytmer, 1934.